# Mesobola bredoi
Mesobola bredoi är en fiskart som först beskrevs av Poll, 1945.  Mesobola bredoi ingår i släktet Mesobola och familjen karpfiskar. Inga underarter finns listade i Catalogue of Life.